# Cinco de Mayo, Huitiupán
Cinco de Mayo är en ort i Mexiko.   Den ligger i kommunen Huitiupán och delstaten Chiapas, i den sydöstra delen av landet, 700 km öster om huvudstaden Mexico City. Cinco de Mayo ligger 259 meter över havet och antalet invånare är 271.
Terrängen runt Cinco de Mayo är varierad. Cinco de Mayo ligger nere i en dal. Runt Cinco de Mayo är det ganska glesbefolkat, med 45 invånare per kvadratkilometer. Närmaste större samhälle är Simojovel de Allende, 7,6 km väster om Cinco de Mayo. I omgivningarna runt Cinco de Mayo växer huvudsakligen savannskog.